# Trigonalídeos
Trigonalídeos (Trigonalidae) (por vez designada como Trigonalyidae) é uma família de himenópteros. Trata-se de uma das famílias menos usuais, com uma afinidade indeterminada dentro do grupo Apocrita, presentemente colocada na sua própria superfamília, Trigonaloidea. Trigonalidae está dividida em duas subfamílias, Orthogonalinae e Trigonalinae. São vespas muito raras, mas com uma diversidade elevada, com cerca de 90 espécies em 15 géneros, estando distribuídas por todo o mundo.
Do pouco que se sabe sobre a biologia destes insectos, ressaltam alguns aspectos, nomeadamente as fêmeas colocarem milhares de ovos, fixando-os nas margens de folhas ou injectando-os nas mesmas. O ovo deve depois ser consumido por uma lagarta. Uma vez dentro da lagarta, o ovo eclode e a larva ataca outras larvas de outros parasitóides, ou então espera até que a lagarta morra e seja consumida por uma larva de vespa que depois ataca. São pois parasitóides ou hiperparasitóides, mas de uma maneira única dentro dos insectos, visto que o ovo tem que ser engolido pelo hospedeiro. Algumas espécie parasitam directamente moscas-serra.